# Wspólnota administracyjna Treuen
Wspólnota administracyjna Treuen (niem. Verwaltungsgemeinschaft Treuen) – wspólnota administracyjna w Niemczech, w kraju związkowym Saksonia, w okręgu administracyjnym Chemnitz, w powiecie Vogtland. Siedziba wspólnoty znajduje się w mieście Treuen.
Wspólnota administracyjna zrzesza jedną gminę miejską oraz jedną gminę wiejską: 
- Neuensalz
- Treuen